# Dusun Baru II
Dusun Baru II is een bestuurslaag in het regentschap Bengkulu Tengah van de provincie Bengkulu, Indonesië. Dusun Baru II telt 978 inwoners (volkstelling 2010).